# Mahvīd
Mahvīd (persiska: مهوید) är en ort i Iran.   Den ligger i provinsen Khorasan, i den östra delen av landet, 700 km öster om huvudstaden Teheran. Mahvīd ligger 1 905 meter över havet och antalet invånare är 289.
Terrängen runt Mahvīd är kuperad.Runt Mahvīd är det mycket glesbefolkat, med 5 invånare per kvadratkilometer. Närmaste större samhälle är Zībad, 13,9 km nordost om Mahvīd. Trakten runt Mahvīd är ofruktbar med lite eller ingen växtlighet.